# Live at Jacksonville
Live at Jacksonville è un album live dei King Crimson pubblicato nel dicembre 1998 attraverso il King Crimson Collectors' Club.
- Registrato al Baseball Park di Jacksonville, Florida, il 26 febbraio 1972.

## Tracce
1. "Pictures of a City" (Robert Fripp, Peter Sinfield) 9:47
contiene:
  - "42nd at Treadmill"
2. "Cirkus" (Fripp, Sinfield) 9:08
contiene:
  - "Entry of the Chameleons"
3. "Ladies of the Road" (Fripp, Sinfield) 6:39
4. "Formentera Lady" (Fripp, Sinfield) 10:21
5. "Sailor's Tale" (Fripp) 14:06
6. "21st Century Schizoid Man" (Fripp, Michael Giles, Greg Lake, Ian McDonald, Sinfield) 10:25
contiene:
  - "Mirrors"

## Formazione
- Robert Fripp - chitarra, mellotron
- Boz Burrell - basso, voce
- Mel Collins - sassofono, flauto, mellotron
- Ian Wallace - batteria, voce